# Eat the Rich
«Eat the Rich» es una canción de Aerosmith, escrita por Steven Tyler, Joe Perry y Jim Vallance. Fue lanzada como segundo sencillo del álbum Get a Grip de 1993. La canción fue un éxito al igual que el álbum, logrando la posición n.º 5 en la lista Mainstream Rock Tracks estadounidense. En el Reino Unido se ubicó en la posición n.º 34 y en Canadá en la No. 45.

## Lista de canciones del sencillo
| N.º | Título                           | Duración |  |
| 1.  | «Eat' the rich» (Versión del LP) | 4:15     |  |
| 2.  | «Fever» (Versión del LP)         | 4:19     |  |
| 3.  | «Head first» (Inédita)           | 5:05     |  |
| 4.  | «Livin' on the edge» (Demo)      | 5:08     |  |